# 태풍 오그덴 (1981년)
태풍 오그덴 (OGDEN)는 1981년 7월에 발생한 태풍10호이다.

## 개요
이 태풍은 일본 규슈에 상륙 한 후, 7월 31일에 대한민국의 남쪽 해안에 상륙했다. 8월 1일, 태풍은 서해안을 따라 북진하면서 곳곳에서 가옥과 농경지를 할퀴어 모두 46억9천6백만원 (중앙 재해대책본부 집계)의 재산피해와 사망자・실종자 14명의 인명피해를 냈다. 전라남도 해안가 지역에서는 영향력이 극에 달해 최대순간풍속 30m/s를 웃도는 강풍과 함께 150mm 이상의 강수량이 기록되었다.

## 주요 관측값

### 최저해면기압
- 목포 994.5hPa
- 서귀포 995.9hPa
- 제주 996.4hPa
- 광주 996.9hPa

### 최대풍속
- 여수 21.3m/s
- 목포 17.0m/s
- 고흥 14.0m/s
- 광주 13.7m/s
- 군산 13.3m/s

### 최대순간풍속
- 여수 32.3m/s
- 광주 31.6m/s
- 목포 22.4m/s
- 부산 20.4m/s
- 대구 20.1m/s

### 총 강수량 (7월 31일 ~ 8월 1일)
- 고흥 161.8mm
- 장흥 145.7mm
- 해남 144.0mm
- 여수 100.6mm
- 남해 87.7mm